# Rutas históricas de El Escorial

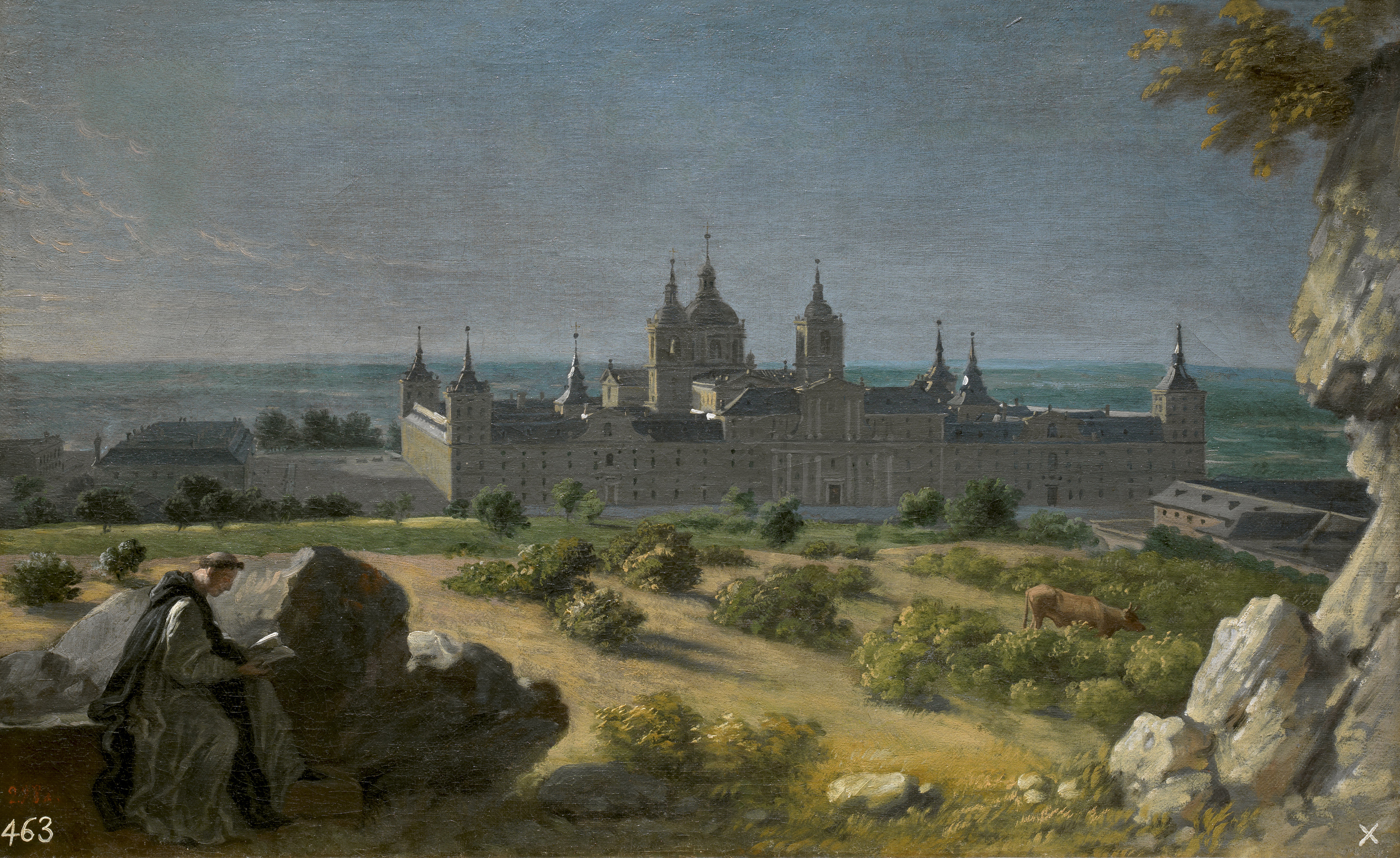
Vista del Monasterio de El Escorial, por Michel-Ange Houasse (1723)

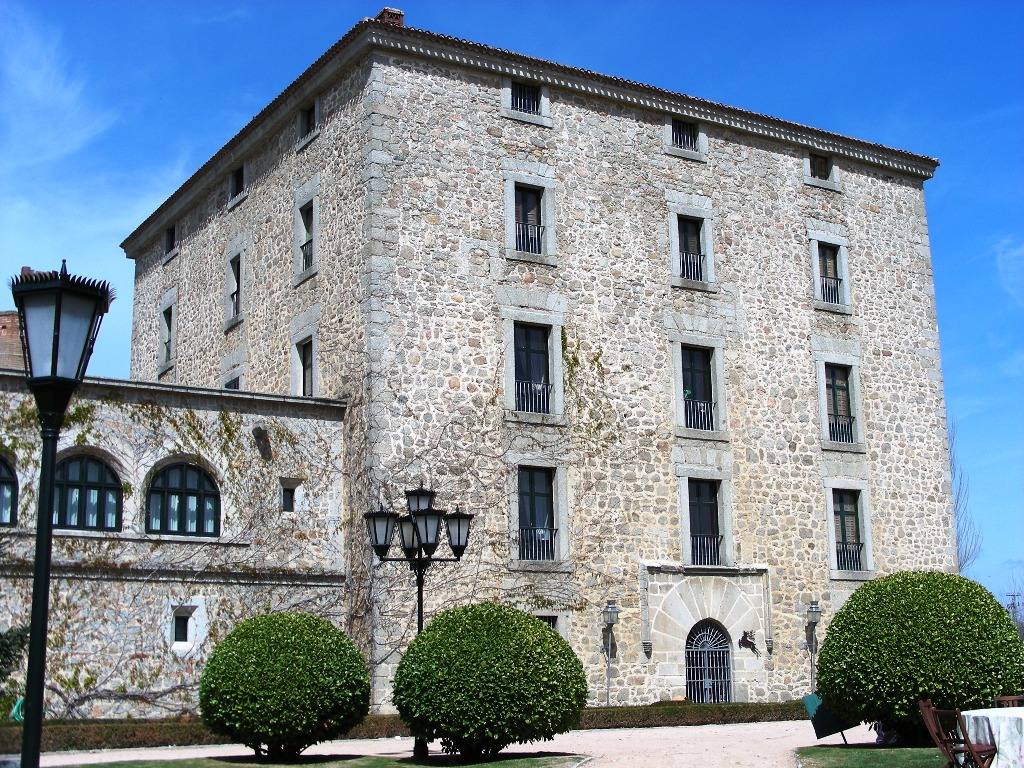
Casa fuerte de El Campillo

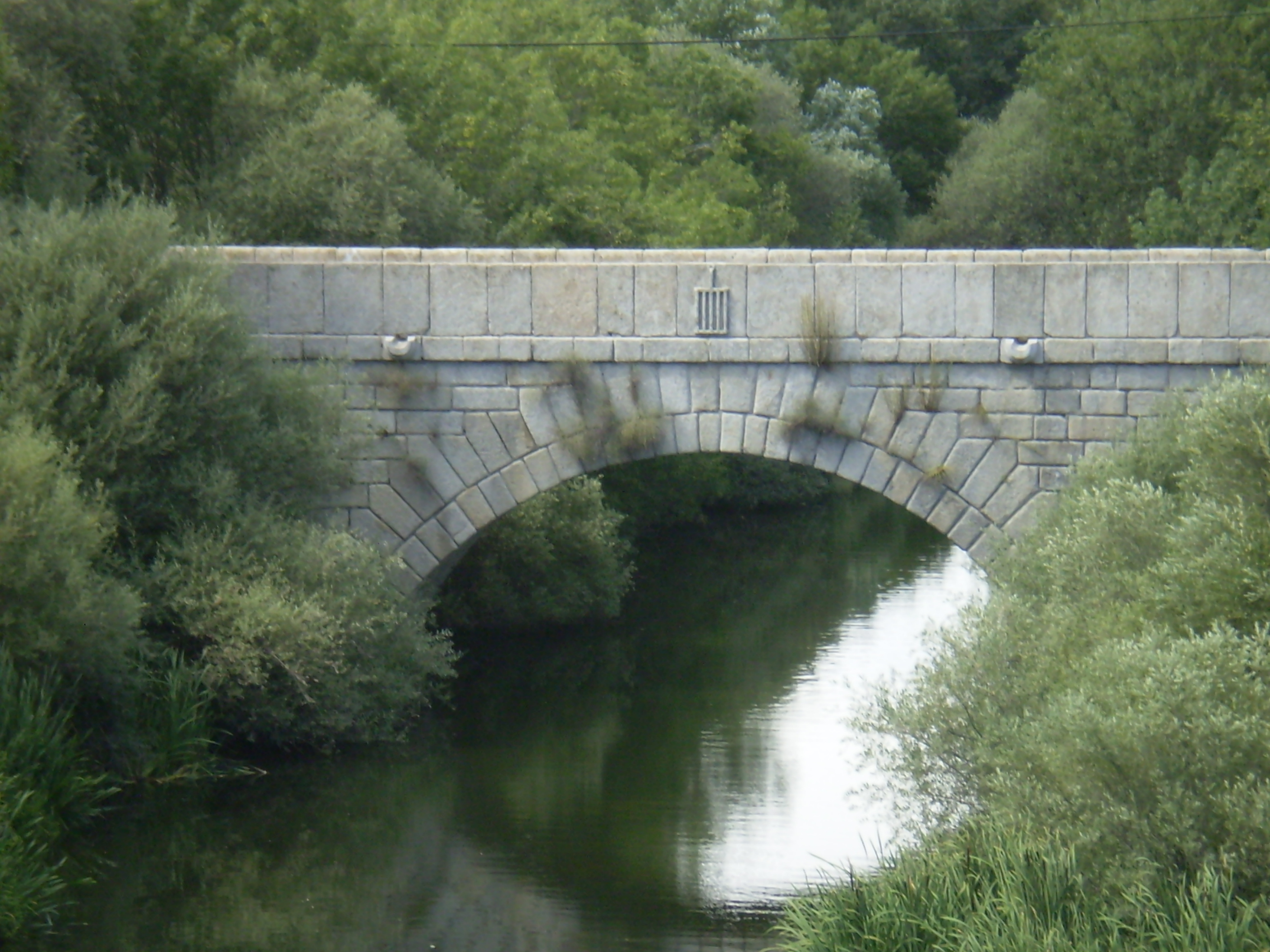
Puente Nuevo sobre el río Guadarrama

Las rutas históricas de El Escorial son el conjunto de caminos que en el siglo XVI se utilizaron para unir las localidades de Madrid, capital a la sazón del Reino de España, y El Escorial, residencia por entonces de la corte de Felipe II, sita a unos 50 km al noroeste de la primera, a los pies de la Sierra de Guadarrama. Antes de la elección de El Escorial como emplazamiento del Monasterio de San Lorenzo, la localidad era un núcleo campesino dado a una agricultura de supervivencia, rodeada de extensos bosques de quejigos, ésculos o carvajos. La red de caminos del lugar estaba adaptada a la elemental necesidad de unirse con sus vecinos más inmediatos: Robledo de Chavela, Zarzalejo, Galapagar y Guadarrama.

## Historia
La construcción del Monasterio, con la consiguiente afluencia de gentes y materiales a la fábrica de El Escorial, como se conocía al monasterio, motivó la necesidad de mejorar la comunicación con su entorno. Hasta entonces, El Escorial se hallaba rodeado por tres vías principales de comunicación: la ruta Ávila-Madrid, el Camino Real de Valladolid y la Cañada Real Segoviana. El itinerario para ir de Ávila a Madrid, indicado en el Repertorio de todos los caminos de España de Pedro Juan Villuga, atravesaba las localidades de Navalperal de Pinares, Robledo de Chavela, Navalagamella y de allí a Madrid, pasando por Móstoles. El viajero que seguía esta ruta pasaba bastante al sur de la localidad de El Escorial, que por ese lado quedaba a trasmano. 
Al norte se extendía el Camino Real de Valladolid, que llevaba de Madrid hasta Guadarrama, siguiendo de manera aproximada el trazado de la actual Autopista del Noroeste, y desde allí cruzaba la sierra bien por el Puerto de la Fuenfría, lo que seguiría el Itinerio XXIV de Antonino, o por Tablada. La Cañada Real Segoviana, por su parte, discurría en dirección norte-sur a unos 15 km al este de El Escorial, coincidente con la Vía XXIV a su paso por el Puente del Herreño, sobre el río Guadarrama. Es por eso que, hasta su elección como residencia real, El Escorial vivía como una más entre las localidades serranas que salpican la zona noroeste de Madrid. Fue en ese momento que se planteó la necesidad de establecer una buena comunicación con su entorno, y en especial, y en interés del Rey, con Madrid.
La ruta natural de Madrid al Escorial seguía el mencionado Camino Real de Valladolid hasta la altura de Collado Villalba. Allí se desviaba por una amplia dehesa que rodea por la derecha el Monte de San Ignacio, para torcer luego hacia el sur, llegando al Monasterio desde el norte. Este camino atravesaba dos fincas, Monesterio y El Campillo, que el rey adquirió por 40.000 ducados al duque de Maqueda. Monesterio disponía de una casa fortaleza erigida en 1503 que remodeló Juan Gómez de Mora, arquitecto real de Felipe III, en el siglo XVII, siendo esta construcción la que se conoce hoy como el Palacio del Monesterio, del que quedan algunas paredes y un arco. En la finca del Campillo se ubicaba desde siglos atrás la casa homónima. 
Estos asentamientos permanecieron habitados hasta que el rey ordenó la despoblación, forzosa pero bien remunerada, de sus habitantes en 1594. A partir de ahí, quedaron estos lugares como parte del Real Sitio, dentro de la Gran cerca de Felipe II, murete de piedra que delimitaba un extenso acotado de propiedades reales, remodeladas para abastecimiento de los monjes, recreo y caza. El camino de Monesterio cruzaba tres arroyos: los dos Guateles y el río Guadarrama, sobre unos puentes de madera que luego, en el siglo XVII, fueron sustituidos por otros de piedra, obra también del arquitecto real. Este camino, si bien de fácil práctica, suponía un gran rodeo cuando se venía de Madrid, pues subía demasiado hacia el norte para desandar luego hacia el sur. Comenzaba dicho rodeo al llegar a Torrelodones, localidad de latitud pareja a la de El Escorial. Estas dos localidades, junto con la de Collado Villalba, formaban aproximadamente un triángulo isósceles con las siguientes medidas: Torrelodones-Villalba (15 km), Villalba-El Escorial (15 km), Torrelodones-El Escorial (20 km). La ruta del Monesterio, la que pasa por Villalba, era considerablemente más larga.
El extenso rodeo de esta ruta motivó el interés del rey por abrir caminos más derechos. Una alternativa era la ruta Madrid-Torrelodones-Galapagar-El Escorial. Con frecuencia el rey se desviaba en Torrelodones y seguía en dirección a Galapagar. Esta ruta cruzaba el Guadarrama por un paso, donde el río, acaudalado ya con numerosos arroyos, recién comienza el descenso de la presierra madrileña, y es antesala de unas hoces donde se estrecha. La economía de dicho camino hacía de esta ruta la preferida del rey. Pasado el vado, enseguida se entraba en Galapagar, y de allí se seguía por el actual camino de Valmayor antes de cuya bajaba se divisaba en la distancia, desde su lado este, la mole del Monasterio, acentuando esta perspectiva la enormidad de la obra a todo el que se acercase. El camino cruzaba luego el arroyo del Tercio sobre el puente homónimo, hoy cubierto por las aguas del embalse de Valmayor. 
Sucedío una vez que al vadear el Guadarrama se ahogó por accidente un doncel, hecho que el rey lamentó mucho. A resultas de ello, ordenó tender un puente para dejar el paso expedito. El encargo recayó en Juan de Herrera, que levantó en piedra el llamado puente nuevo o Puente de Herrera, obra que exhibe en su pretil la parrilla lorenzana. Conforme narra Fray José de Sigüenza, el 27 de marzo de 1583 cruzó el rey el puente que había mandado hacer. Con ello, quedó abierta esta ruta nueva que, desde entonces, fue la habitual y más transitada.
Los nuevos caminos siguen hoy en parte los antiguos. El camino nuevo es hoy la carretera que comunica Torrelodones con Galapagar. A su vez, como las fincas de Monesterio y El Campillo fueron vendidas por la corona en el siglo XIX, y cerradas al paso, el camino viejo desde Madrid se desvió por Guadarrama. El paso se reabrió cuando un tribunal obligó a respetar la vieja cañada, vía pecuaria también, permitiendo el paso.
Pasado el siglo XVI, se exploraron nuevas rutas más cortas. El empeño entonces fue unir directamente las localidades de Las Rozas de Madrid y Galapagar, para lo cual hubo de salvar de nuevo el Guadarrama, aguas abajo del Puente de Herrera, construyendo un nuevo puente de siete vanos conocido como el Puente del Retamar. Dicha ruta fue la preferida por los monarcas en los siglos posteriores.